# Anders Jonas Ångström
Anders Jonas Ångström (tiếng Thụy Điển: [ˈânːdɛʂ ˈjûːnas ˈɔ̂ŋːstrœm]; 13 tháng 8 năm 1814 - 21 tháng 6 năm 1874) là nhà vật lý học, nhà thiên văn học người Thụy Điển và là một trong những người sáng lập ra ngành khoa học về quang phổ.
Ångström cũng nổi tiếng với các nghiên cứu về vật lý thiên văn, trao đổi nhiệt, địa từ học và cực quang.
Ông là một trong những nhà khoa học lớn của đất nước thuộc bán đảo Scandinavia. Phần lớn cuộc đời ông gắn liền với trường Đại học Uppsala, một trong những ngôi trường danh tiếng của Thụy Điển. Khi còn là sinh viên, ông học ở đó. Và khi làm khoa học, ông cũng có thời gian tới đó để nghiên cứu và làm việc.
Tên của ông được dùng làm đơn vị đo độ dài đó là đơn vị Ångström (1 Å = 10−10 m). Nó đôi khi được dùng để thể hiện kích thước của nguyên tử, chiều dài của liên kết hóa học và bước sóng ánh sáng. Đơn vị này cũng được sử dụng trong tinh thể học cũng như quang phổ học.
Hố va chạm Ångström trên Mặt trăng được đặt theo tên Ångström nhằm vinh danh ông.
Một trong những khu phức hợp tòa nhà chính của Đại học Uppsala, Phòng thí nghiệm Ångström được đặt tên để vinh danh ông. Tòa nhà này có nhiều phòng ban khác nhau bao gồm Khoa Vật lý và Thiên văn, Khoa Toán học, Khoa Khoa học Kỹ thuật, Viện Vật lý Vũ trụ và Khoa Hóa học.